# Liste der albanischen Ministerpräsidenten
Die folgende Liste stellt die albanischen Ministerpräsidenten (albanisch Kryeministër) dar, die seit der Unabhängigkeit Albaniens im Jahr 1912 Regierungschefs waren.

## Ministerpräsidenten Albaniens (1912 bis heute)

### Übergangsregierung Albaniens(1912–1914)
| Ministerpräsident (Lebensdaten)                        | Foto | Amtszeit                            | Partei    |
| ------------------------------------------------------ | ---- | ----------------------------------- | --------- |
| Ismail Qemali (* 16. Januar 1844; † 24. Januar 1919)   |      | 29. November 1912 – 22. Januar 1914 | parteilos |
| Fejzi Alizoti (* 22. September 1874; † 14. April 1945) |      | 22. Januar 1914 – 7. März 1914      | parteilos |

### Fürstentum Albanien(1914–1925)
| Ministerpräsident (Lebensdaten)                        | Foto | Amtszeit                                           | Partei                        |
| ------------------------------------------------------ | ---- | -------------------------------------------------- | ----------------------------- |
| Turhan Pascha Përmeti (* um 1839; † 1927)              |      | 15. März 1914 – 3. September 1914 (1. Amtszeit)    | parteilos                     |
| Essad Pascha Toptani (* 1863; † 13. Juni 1920)         |      | 5. Oktober 1914 – 24. Februar 1916                 | parteilos                     |
| Regentschaftsrat                                       |      | 24. Februar 1916 – 25. Dezember 1918               | parteilos                     |
| Turhan Pascha Përmeti (* um 1839; † 1927)              |      | 25. Dezember 1918 – 29. Januar 1920 (2. Amtszeit)  | parteilos                     |
| Sulejman Delvina (* 5. Oktober 1884; † 1. August 1933) |      | 30. Januar 1920 – 14. November 1920                | parteilos                     |
| Iliaz Vrioni (* 1882; † 1932)                          |      | 19. November 1920 – 16. Oktober 1921 (1. Amtszeit) | parteilos                     |
| Pandeli Evangjeli (* 1859; † 1949)                     |      | 16. Oktober 1921 – 6. Dezember 1921 (1. Amtszeit)  | Albanische Volkspartei        |
| Qazim Koculi (* 22. August 1887; † 2. Januar 1943)     |      | 6. Dezember 1921 – 7. Dezember 1921 (ad interim)   | parteilos                     |
| Hasan Bej Prishtina (* 1873; † 13. August 1933)        |      | 7. Dezember 1921 – 12. Dezember 1921               | Albanische Fortschrittspartei |
| Idhomene Kosturi (* 1873; † 5. November 1943)          |      | 12. Dezember 1921 – 24. Dezember 1921 (ad interim) | parteilos                     |
| Xhafer Ypi (* 1880; † Dezember 1940)                   |      | 24. Dezember 1921 – 26. Dezember 1922              | Albanische Volkspartei        |
| Ahmet Zogu (* 8. Oktober 1895; † 9. April 1961)        |      | 26. Dezember 1922 – 25. Februar 1924 (1. Amtszeit) | Albanische Volkspartei        |
| Shefqet Vërlaci (* 15. Dezember 1877; † 21. Juli 1946) |      | 30. März 1924 – 27. Mai 1924 (1. Amtszeit)         | Albanische Fortschrittspartei |
| Iliaz Vrioni (* 1882; † 1932)                          |      | 27. Mai 1924 – 10. Juni 1924 (2. Amtszeit)         | Albanische Fortschrittspartei |
| Fan Noli (* 6. Januar 1882; † 13. März 1965)           |      | 16. Juni 1924 – 23. Dezember 1924                  | Albanische Liberale Partei    |
| Iliaz Vrioni (* 1882; † 1932)                          |      | 24. Dezember 1924 – 5. Januar 1925 (3. Amtszeit)   | Albanische Fortschrittspartei |
| Ahmet Zogu (* 8. Oktober 1895; † 9. April 1961)        |      | 6. Januar 1925 – 31. Januar 1925 (2. Amtszeit)     | parteilos                     |

### Albanische Republik(1925–1928)
| Ministerpräsident (Lebensdaten)                 | Foto | Amtszeit                                                     | Partei    |
| ----------------------------------------------- | ---- | ------------------------------------------------------------ | --------- |
| Ahmet Zogu (* 8. Oktober 1895; † 9. April 1961) |      | 31. Januar 1925 – 1. September 1928 (gleichzeitig Präsident) | parteilos |

### Königreich Albanien(1928–1939)
| Ministerpräsident (Lebensdaten)                         | Foto | Amtszeit                                          | Partei    |
| ------------------------------------------------------- | ---- | ------------------------------------------------- | --------- |
| Kostaq Kota (* 1889; † 1949)                            |      | 5. September 1928 – 5. März 1930 (1. Amtszeit)    | parteilos |
| Pandeli Evangjeli (* 1859; † 1949)                      |      | 6. März 1930 – 16. Oktober 1935 (2. Amtszeit)     | parteilos |
| Mehdi Bej Frashëri (* 28. Februar 1874; † 25. Mai 1963) |      | 22. Oktober 1935 – 9. November 1936 (1. Amtszeit) | parteilos |
| Kostaq Kota (* 1889; † 1949)                            |      | 9. November 1936 – 8. April 1939 (2. Amtszeit)    | parteilos |

### Italienische Besetzung(1939–1943)
| Ministerpräsident (Lebensdaten)                        | Foto | Amtszeit                                         | Partei                          |
| ------------------------------------------------------ | ---- | ------------------------------------------------ | ------------------------------- |
| Shefqet Vërlaci (* 15. Dezember 1877; † 21. Juli 1946) |      | 12. April 1939 – 4. Dezember 1941 (2. Amtszeit)  | Albanische Faschistische Partei |
| Mustafa Kruja (* 15. März 1887; † 27. Dezember 1958)   |      | 4. Dezember 1941 – 19. Januar 1943               | Albanische Faschistische Partei |
| Eqrem Libohova (* 24. Februar 1882; † 1948)            |      | 19. Januar 1943 – 13. Februar 1943 (1. Amtszeit) | Albanische Faschistische Partei |
| Maliq Bushati (* 8. Februar 1880; † 15. Februar 1946)  |      | 13. Februar 1943 – 12. Mai 1943                  | Albanische Faschistische Partei |
| Eqrem Libohova (* 24. Februar 1882; † 1948)            |      | 12. Mai 1943 – 9. September 1943 (2. Amtszeit)   | Albanische Faschistische Partei |

### Deutsche Besetzung(1943–1944)
| Ministerpräsident (Lebensdaten)                         | Foto | Amtszeit                                          | Partei         |
| ------------------------------------------------------- | ---- | ------------------------------------------------- | -------------- |
| Mehdi Bej Frashëri (* 28. Februar 1874; † 25. Mai 1963) |      | 24. Oktober 1943 – 3. November 1943 (2. Amtszeit) | Balli Kombëtar |
| Rexhep Mitrovica (* um 1887; † 21. Mai 1967)            |      | 4. November 1943 – 18. Juli 1944                  | Balli Kombëtar |
| Fiqri Dine (* 3. August 1897; † 26. November 1960)      |      | 18. Juli 1944 – 29. August 1944                   | Balli Kombëtar |
| Ibrahim Biçakçiu (* 1905; † 1977)                       |      | 29. August 1944 – 28. November 1944               | Balli Kombëtar |

### Sozialistische Volksrepublik Albanien(1944–1991)
| Ministerpräsident (Lebensdaten)                       | Foto | Amtszeit                                     | Partei                                                                           |
| ----------------------------------------------------- | ---- | -------------------------------------------- | -------------------------------------------------------------------------------- |
| Enver Hoxha (* 16. Oktober 1908; † 11. April 1985)    |      | 22. Oktober 1944 – 19. Juli 1954             | Kommunistische Partei Albaniens (bis 1948) Partei der Arbeit Albaniens (ab 1948) |
| Mehmet Shehu (* 10. Januar 1913; † 17. Dezember 1981) |      | 20. Juli 1954 – 17. Dezember 1981            | Partei der Arbeit Albaniens                                                      |
| Adil Çarçani (* 5. Mai 1922; † 13. Oktober 1997)      |      | 18. Dezember 1981 – 22. Februar 1991         | Partei der Arbeit Albaniens                                                      |
| Fatos Nano (* 16. September 1952)                     |      | 22. Februar 1991 – 9. Mai 1991 (1. Amtszeit) | Partei der Arbeit Albaniens                                                      |

### Republik Albanien(seit 1991)
| Nr. | Ministerpräsident (Lebensdaten)                    | Foto             | Amtszeit                                                                      | Partei                          |
| --- | -------------------------------------------------- | ---------------- | ----------------------------------------------------------------------------- | ------------------------------- |
| 1.  | Fatos Nano (* 16. September 1952)                  |                  | 9. Mai 1991 – 11. Juni 1991 (2. Amtszeit) Rücktritt am 3. Juni bekanntgegeben | Partei der Arbeit Albaniens     |
| 2.  | Ylli Bufi (* 25. Mai 1948)                         |                  | 11. Juni 1991 – 10. Dezember 1991                                             | Sozialistische Partei Albaniens |
| 3.  | Vilson Ahmeti (* 1951)                             | keines verfügbar | 10. Dezember 1991 – 13. April 1992                                            | parteilos                       |
| 4.  | Aleksandër Meksi (* 8. März 1939)                  |                  | 13. April 1992 – 11. März 1997                                                | Demokratische Partei Albaniens  |
| 5.  | Bashkim Fino (* 12. Oktober 1962; † 29. März 2021) |                  | 11. März 1997 – 24. Juli 1997                                                 | Sozialistische Partei Albaniens |
| 6.  | Fatos Nano (* 16. September 1952)                  |                  | 24. Juli 1997 – 2. Oktober 1998 (3. Amtszeit)                                 | Sozialistische Partei Albaniens |
| 7.  | Pandeli Majko (* 15. November 1967)                |                  | 2. Oktober 1998 – 29. Oktober 1999 (1. Amtszeit)                              | Sozialistische Partei Albaniens |
| 8.  | Ilir Meta (* 24. März 1969)                        |                  | 29. Oktober 1999 – 22. Februar 2002                                           | Sozialistische Partei Albaniens |
| 9.  | Pandeli Majko (* 15. November 1967)                |                  | 22. Februar 2002 – 31. Juli 2002 (2. Amtszeit)                                | Sozialistische Partei Albaniens |
| 10. | Fatos Nano (* 16. September 1952)                  |                  | 31. Juli 2002 – 11. September 2005 (4. Amtszeit)                              | Sozialistische Partei Albaniens |
| 11. | Sali Berisha (* 15. Oktober 1944)                  |                  | 11. September 2005 – 9. September 2013 (vom 17. September 2009 2. Amtszeit)   | Demokratische Partei Albaniens  |
| 12. | Edi Rama (* 4. Juli 1964)                          |                  | seit dem 10. September 2013                                                   | Sozialistische Partei Albaniens |